# ケネス・リー・サラザール
ケネス・リー “ケン” サラザール（英語: Kenneth Lee "Ken" Salazar, 1955年3月2日 - ）は、アメリカ合衆国の政治家、外交官。
第36代コロラド州司法長官・コロラド州選出連邦上院議員・第50代内務長官・駐メキシコ大使を歴任した。

## 生い立ちと初期の経歴
1955年3月2日にアメリカのコロラド州アラモサで誕生し、コロラド州マナッサ近郊で成長した。両親は共にスペイン系アメリカ人であり、父親はヘンリーで母親はエマであった。アメリカ移民12世であり、コロラド移民としては5世にあたる。
サラザールはラ・ジャラの聖フランシス神学校で学び、1973年にケンタウリ高校を卒業した。サラザールはコロラド大学へ進学し、1977年に政治学の学士号を取得した。続いて1981年にミシガン大学法科大学院で法務博士号を取得した。大学院修了後に個人弁護士業を開業した。
サラザールは1993年にコロラド大学から法学博士の名誉学位を贈られた。サラザールは1999年にデンバー大学から法学博士の名誉学位を贈られた。

## 地方政治家時代

### 知事首席弁護士
サラザールは1986年から1990年にかけてコロラド州のロイ・ローマー州知事の首席弁護士を務めた。

### 天然資源省長官
サラザールは1990年から1994年にかけてローマー州知事の下で天然資源省長官を務めた。サラザールは土地の大規模な保全を目的として、州憲法のコロラド野外プログラム修正条項を起草した。サラザールは加えて、同プログラムの実行委員長にも就任した。サラザールはまた、青少年天然資源プログラムを創設し、公立学校での環境教育を推進した。サラザールはローマー政権において、環境保全政策を効果的に実施するため、特に鉱業や石油事業に対する法改正を推進した。1994年にサラザールはローマー政権を離れて弁護士業に戻った。

### コロラド州司法長官
1998年にサラザールはコロラド州司法長官に選出された。サラザールは2002年の選挙でも再選を果たし、同職を2期8年にわたって務めた。
サラザールは警察機構を合理化する施策を実施した。サラザールは法制定により、警察組織にいくつかの下部組織を創設した。サラザールの指示により、暴力団担当部隊、環境犯罪担当部隊、一般逃亡犯担当部隊などが組織された。またサラザールは消費者保護法や詐欺対策法を強化し、加えて児童保護を目的として性犯罪者摘発政策を展開した。
サラザールはコロラド州司法長官として、オグロプレーリードッグの個体数が減少しているにもかかわらず、絶滅危惧種リストに加えることに積極的に反対した。サラザールはその根拠として、オグロプレーリードッグがコロラド州において有害小動物に指定されていることを挙げた。

## アメリカ合衆国上院議員

### 2004年アメリカ合衆国上院議員選挙
| 政党 | 政党           | 候補者名               | 得票数    | 得票率 |
| ---- | -------------- | ---------------------- | --------- | ------ |
|      | 民主党         | ケン・サラザール       | 1,081,188 | 51.30  |
|      | 共和党         | ピート・クアーズ       | 980,668   | 46.53  |
|      | アメリカ憲法党 | ダグラス・キャンベル   | 18,783    | 0.89   |
|      | リバタリアン党 | リチャード・ランドール | 10,160    | 0.48   |
|      | 無所属         | ジョン・ハリス         | 8,442     | 0.40   |
|      | 改革党         | ヴィクター・グッド     | 6,481     | 0.31   |
|      | 無所属         | フィン・ゴーターズ     | 1,750     | 0.08   |
|      |                | その他                 | 82        | 0.00   |
| 合計 | 合計           | 合計                   | 2,107,554 | 100.00 |

2004年にサラザールはコロラド州から連邦上院議員選挙に立候補することを宣言した。コロラド州ではアメリカ共和党のベン・ナイトホース・キャンベル連邦上院議員が引退を表明しており、サラザールはその後任を目指した。サラザールは穏健主義者と言及したが、場合に応じて民主党の考えとは異なる意見も表明した。たとえば同性愛者の養子縁組に関して、サラザールは長年にわたって反対し続けた。
サラザールはコロラド民主党の候補指名大会において、元アメリカ合衆国国務省職員マイク・マイルズに敗れた。だがアメリカ民主党は民主党上院選挙委員会からの助言やサラザールの選挙運動などを受けて、サラザールを民主党唯一の候補として支持した。結果民主党予備選挙においてサラザールは有効総投票数の73パーセントを獲得し、得票率23パーセントのマイルズを下した。そしてサラザールは本選挙において共和党のピート・クアーズを得票率51パーセント対47パーセントの僅差で破り、アメリカ連邦上院議員の議席を獲得した。同年の選挙では兄のジョン・サラザールもコロラド州第3連邦下院選挙区で勝利し、兄弟揃って連邦議会議員に当選した。サラザールは2005年1月4日にアメリカ連邦上院議員に就任した。

### アメリカ上院での活動

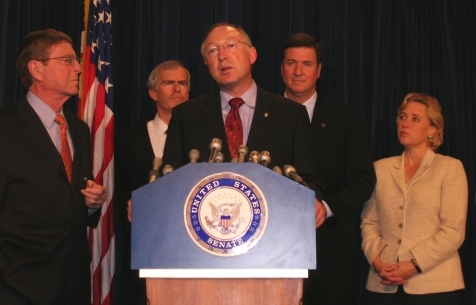
エネルギー政策法案に対する支持を表明するサラザール上院議員

サラザールはアメリカ連邦上院議員就任から間も無く、ジョージ・W・ブッシュ政権の司法長官候補としてアルバート・ゴンザレスを推薦した。サラザールはゴンザレスの指名承認公聴会においてゴンザレスの支持に回り、議論を引き起こした。
2005年5月23日にサラザールはジョージ・W・ブッシュ大統領が指名した連邦判事の承認手続きに対して議事妨害を行うアメリカ民主党と、いわゆるニュークリア・オプションの強行採決で議事妨害に対抗しようとするアメリカ共和党との間の調停を図った。サラザールは民主党中道派と共和党穏健派によって構成された14人の上院議員の中に名を連ね、両党間の妥協を探った。その結果、次のような合意が図られた。(1)民主党は判事指名の承認手続きに関して、「特別な事情」がある場合に限り、議事妨害を継続すること。(2)ブッシュ大統領が指名した連邦判事のうち最も保守的な控訴裁判事3名（ジャニス・ロジャーズ・ブラウン、プリシラ・オーウェン、ウィリアム・プライアー）について、満場の賛成票が投じられること。サラザールは判事指名承認に関する考え方の違いから、コロラド州を基盤とするキリスト教右派フォーカス・オン・ザ・ファミリーとしばしば小規模な論争を引き起こした。
2005年にサラザールは自動車やトラックを対象とした企業平均燃料節約基準の厳格化に反対票を投じた。サラザールはその理由として、この立法に関与した環境保護団体の自然保護有権者同盟が作成したメモが、資源の無駄遣いであるためであると述べた。また同年、サラザールはエクソンモービルその他の主要石油企業に与えていた減税を撤廃する修正法案に、反対票を投じた。

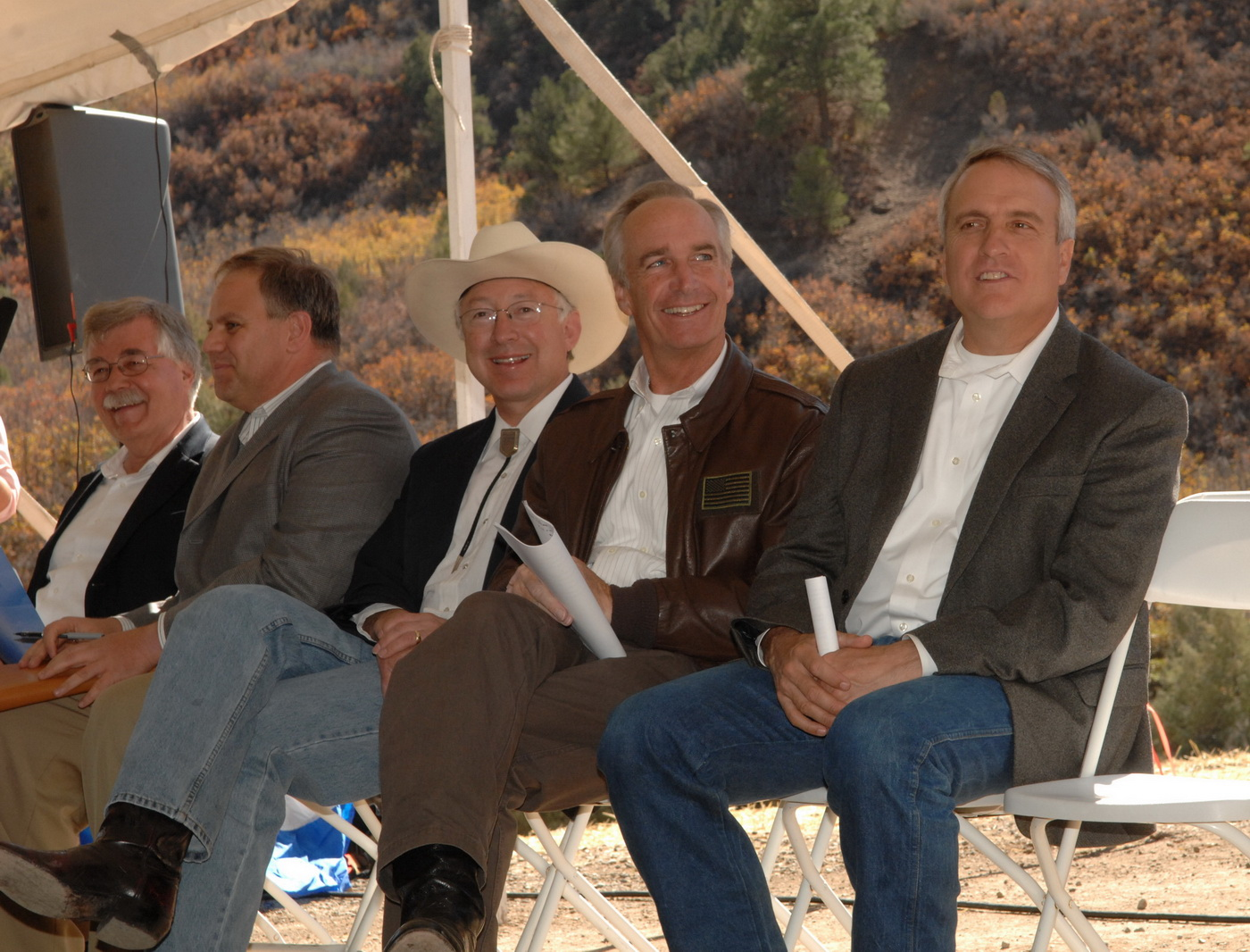
ダーク・ケンプソーン内務長官（右から2人目）とサラザール上院議員（右から3人目）

2006年8月にサラザールはコネチカット州における民主党上院議員予備選挙で、古参議員のジョー・リーバーマンを支持した。だが予備選挙では反イラク戦争を掲げたネッド・ラモントが勝利を収めた。サラザールはその後もリーバーマンの支持を継続し、リーバーマンは無所属候補として本選挙に立候補した。リーバーマンは民主党のラモント及びアメリカ共和党のアラン・シュレジンガーに大差で勝利した。
2006年にサラザールはフロリダ半島のメキシコ湾沖合における石油掘削の限界保護線制定に賛成票を投じた。2007年に地球温暖化対策としての治水プロジェクトをアメリカ陸軍工兵司令部に実施させる法案の審議が連邦上院で行われた。サラザールはアメリカ民主党員の一部議員とともに、この法案に反対票を投じた。
市民団体『賢明な投票プロジェクト』の調査によると、サラザールが2007年に上院で行った環境関連の議決投票において、野生動物を守る会が好ましいと認める側に投じた票は、全体の60パーセントであった。また2007年にサラザールが上院で行った投票のうちアメリカ動物愛護協会が支持する側の票は25パーセントであった。サラザールが2005年から2006年にかけて行った投票のうち、動物基金の支持と適合した票は全体の0パーセントであった。
サラザールはジョージ・W・ブッシュ政権において、環境脆弱地域における耕地回復を目的とした農地保全回復プログラムを支持した。その理由として、当時のコロラド州ではユマ郡やフィリップス郡などにおいて土地の乾燥荒廃が深刻化していたことが挙げられる。自然保護有権者同盟によると、サラザールは第110議会において、自然保護に関する投票の85パーセントが自然保護有権者同盟にとって望ましい側の票であった。そして特に2008年の会期には、保持している票の100パーセントが自然保護有権者同盟にとって望ましい側の票であった。
サラザールはアメリカ合衆国内務長官就任のため、2009年1月20日にアメリカ連邦上院議員を辞任した。

## 内務長官

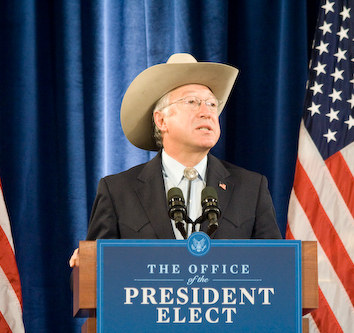
オバマ大統領からアメリカ合衆国内務長官指名を受けたサラザール

2008年12月17日にバラク・オバマ次期大統領はサラザールを次期政権におけるアメリカ合衆国内務長官に指名したと発表した。サラザールの指名承認に際しては、議会がサクスビー・フィックスの適用を要求した。連邦議会は2009年1月7日に内務長官職の報酬額引き下げに関する法案 S.J.Res. 3 を承認し、続いてジョージ・W・ブッシュ大統領がそれに署名を行った。アメリカ合衆国憲法は連邦議会議員をその議員の報酬額が増えるような役職に、その議員の任期終了前に任命することを禁じている。だがこの法律の可決により、オバマ次期大統領はサラザールを次期政権でアメリカ合衆国内務長官に任命することが可能となった。
サラザールのアメリカ合衆国内務長官指名に際しては、環境保護団体から複雑な反応を示された。かつてサラザールはジョージ・W・ブッシュ政権時代にアメリカ連邦上院議員としてゲイル・ノートンのアメリカ合衆国内務長官指名を支持したことがあった。だがその後、ノートンはジョージ・W・ブッシュ政権で論議を招いた最初の閣僚となった。加えてサラザールはノートンの後任としてコロラド州司法長官を務めた経験も持つことから、サラザールはノートンに近い価値観を持つ人物とも目された。最終的にサラザールは、オバマ大統領就任と同日の2009年1月20日に連邦上院で発声投票による満場一致の承認を受け、同日に内務長官に就任した。
サラザールはアメリカ合衆国内務長官として国立公園局・土地管理局・魚類野生生物局・地質調査所・インディアン保護局、その他の内務省の監督下の連邦機関について責任を負った。オバマ政権におけるヒスパニックの閣僚は、サラザール内務長官とソリス農務長官の2人であった。サラザールはヒスパニックのアメリカ合衆国内務長官としてはマニュエル・ルーハンに続いて歴代2人目であった。

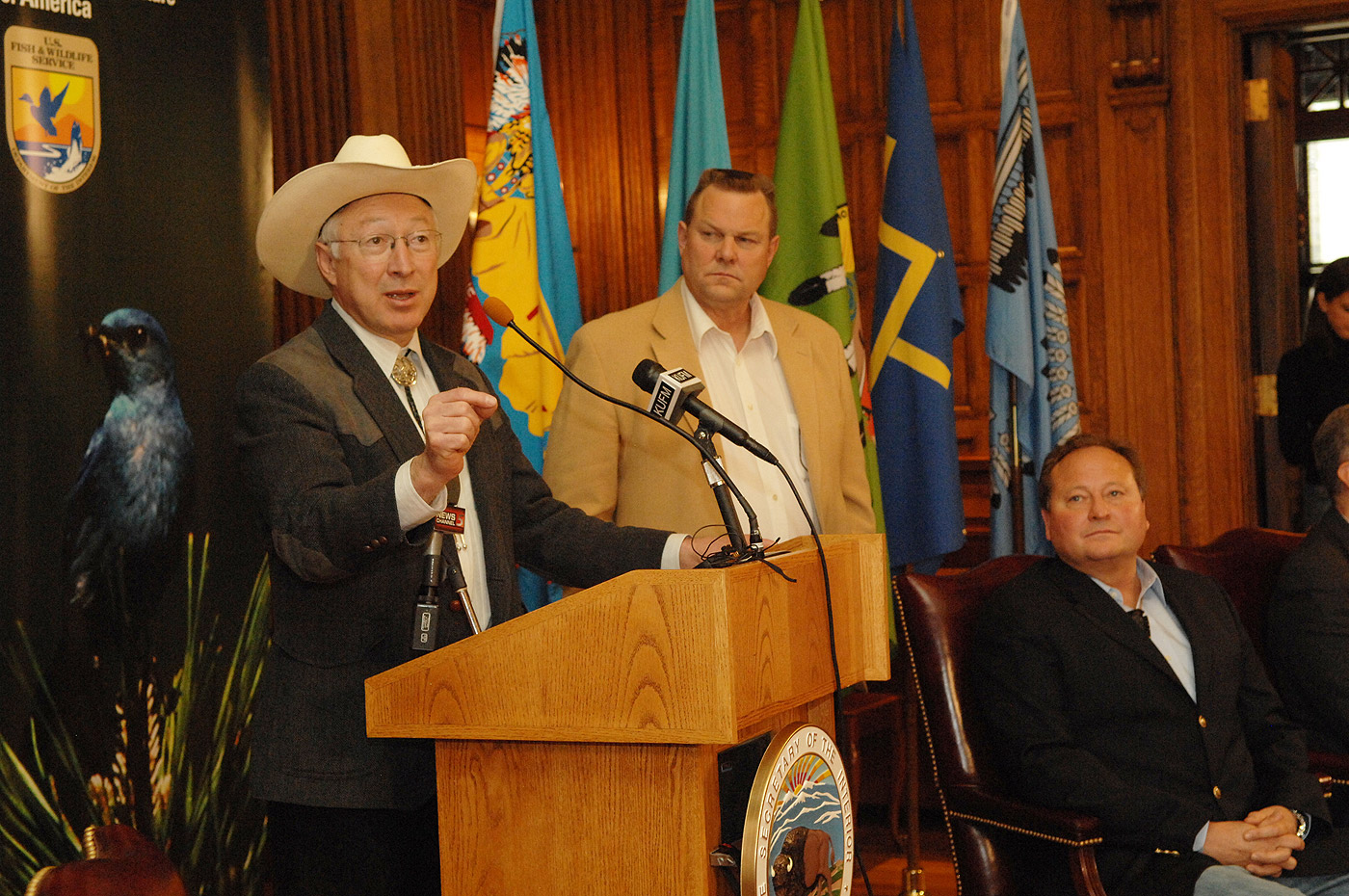
野生動物保護のための資金拠出を発表するサラザール内務長官

サラザールは石炭・採鉱業界と強いつながりがあったことから、主な自然保護団体はサラザールに強い注目を向けた。絶滅危惧種の追跡調査や生物の生息環境調査を行っている生物多様性センターの所長キーラン・サックリングは、サラザールについて「地球温暖化や燃料効率、絶滅危惧種の問題と対立する工業や大規模農業を支持する傾向のある、中道右派の民主党員」と言及した。
自然保護有権者同盟のジーン・カルピンスキー会長はサラザールの内務長官就任を歓迎した。カルピンスキーはサラザールの内務長官指名に際して、次のように述べた。
サラザール上院議員は選挙運動において、「私たちの土地、私たちの水、私たちの人々」という私たちのスローガンを支持すると公約してくれました。2008年の自然保護有権者同盟のスコアカードでは、サラザール上院議員の投票行動は100点満点でした。彼は公約を守ってくれました。サラザール上院議員は西部の人間として、土地や水の問題を経験として存じ上げてくれています。内務省はアメリカの公共環境資源の庇護者です。サラザールはその内務省の役割を再び甦らせてくれるでしょう。私たちは将来のアメリカの土地、水、そして人々の健康を守るため、彼とともに働けることを楽しみにしています。
共和党上院議員はサラザールについて、オイルシェールの開発や環境保護指定区域での採掘などの姿勢に疑問が投げかけられるだろうと予測していた。だがサラザールはオバマ大統領就任直後に、アメリカ上院での発声投票で満場一致の承認を受けた。ダーク・ケンプソーン前内務長官はサラザールの就任について、賞賛の辞を述べた。
サラザールはアメリカ合衆国内務長官就任に伴い、アメリカ連邦上院議員を辞任した。サラザールの任期は2011年1月まで残っていたため、コロラド州のビル・リッター州知事は後任としてデンバー市のマイケル・ベネット教育長を指名した。

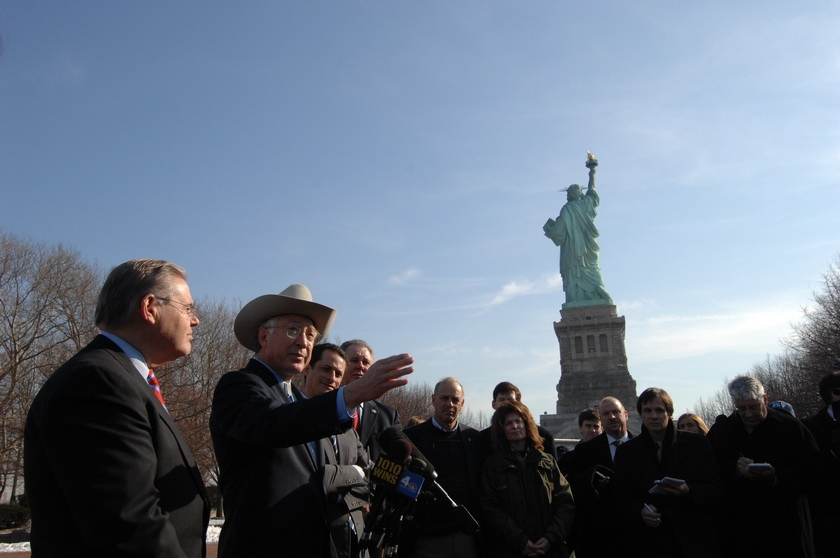
ニューヨークの自由の女神像を視察するサラザール内務長官

2009年1月23日にサラザールはニューヨークの自由の女神像の王冠部分への一般立ち入りを再開したいという考えを表明した。王冠部分への立ち入りは2001年9月11日のアメリカ同時多発テロ事件以降禁止となっていたが、サラザールは「道が開けることを願っている」と述べ、「自由の光へ通じる道が開放されることを、全世界に向けて宣言する――比喩的な意味においても、文字通りの意味においても」との声明を発表した。
2009年3月6日にサラザールはロッキー山脈北部に生息するハイイロオオカミを絶滅危惧リストから外すとする魚類野生生物局の決定を承認した。ただしリストから除外するのはモンタナ州およびアイダホ州の2州で、ワイオミング州はそのままリストに残すとした。サラザールはこの根拠として、ロッキー山脈北部におけるハイイロオオカミの個体数増加目標が3年連続で達成されていることを挙げた。
2013年1月、内務長官を退任することを表明。2月6日にサリー・ジュエルが後任の内務長官に指名され、4月12日に就任した。

## 駐メキシコ大使
2021年6月15日、大統領のジョー・バイデンから次期駐メキシコ大使に指名された。7月28日に上院外交委員会で公聴会が開かれた上で、8月11日の上院における採決で人事案が可決。9月2日に副大統領のカマラ・ハリスに就任の宣誓を行い、9月14日にはメキシコ大統領のアンドレス・マヌエル・ロペス・オブラドールに信任状を捧呈して着任した。
2022年7月に「ニューヨーク・タイムズ」は、サラザールがロペス・オブラドールと非常に親しい関係になっているとして、「大使が実際には米国の利益を代表しえていないのではという懸念がバイデン政権内部で高まっている」と報じた。

## 人物
コロラド州で農場を経営し、資源政策や生物保護政策に明るい。16世紀後半に現在のニューメキシコ州に移住したヒスパニック系住民を先祖に持つ。ヒスパニック系としてはオクタビアノ・ララゾロ、デニス・チャベス、ジョーゼフ・モントーヤに続く史上4人目の連邦上院議員であった。